# لااپاتا خانم ها
لااپاتا خانم‌ها (به انگلیسی: Laapataa Ladies) که خانم‌های گمشده نیز شناخته می‌شود. یک فیلم کمدی-درام به کارگردانی کیران رائو محصول ۲۰۲۴ است. و تولید شده توسط رائو، عامر خان و جیوتی دشپنده. با بازی نیتانشی گوئل، پراتیبا رانتا، اسپارش شریواستاو، چهایا کادام و راوی کیشان، و می‌گوید. داستان دو عروس جوان که در حین قطار سواری به خانه شوهرشان رد و بدل می‌شوند.
این فیلم بر اساس نوکادوبی، رمانی از رابیندرانات تاگور در سال ۱۹۰۶ ساخته شده است که حول یک رمان می‌چرخد. مورد هویت اشتباه این رمان بارها بر روی سلولوئید اقتباس شده است. میلان (فیلم ۱۹۴۶)، با بازی دیلیپ کومار، بر اساس همان ساخته شد، و گونگات (فیلم ۱۹۶۰).

## طرح
در سال ۲۰۰۱ در فیلم تخیلی نیرمال پرادش، دیپاک، یک کشاورز، با عروس جدیدش، فول، به روستای خود بازمی‌گردد. آنها همراه با بسیاری از زوج‌های تازه ازدواج کرده وارد یک قطار مسافربری شلوغ می‌شوند. عروس‌ها همگی لباس‌های همرنگی می‌پوشند که صورت‌هایشان کاملاً با چادر پوشیده شده است. دیپک چرت می‌زند و شب از خواب بیدار می‌شود و متوجه می‌شود که به مقصد رسیده است. در تاریکی و سردرگمی ناشی از عجله برای رفتن، او با عروس اشتباهی پیاده می‌شود و گل در قطار رها می‌شود.
این زوج مورد استقبال خانواده‌اش قرار می‌گیرند و وقتی متوجه می‌شوند که این عروس اشتباه است، شوکه می‌شوند. نام واقعی او جایا است اما او به آنها یک نام دروغ می‌دهد و در مورد اینکه اهل کجاست دروغ می‌گوید. در همین حال، در یک ایستگاه دیگر، گل متوجه می‌شود اما استیشن استاد نمی‌تواند به او کمک کند زیرا نام روستای دیپاک را نمی‌داند. او همچنین از بازگشت به خانه امتناع می‌کند و نمی‌خواهد خانواده اش را شرمنده کند. او تصمیم می‌گیرد در ایستگاه بماند تا دیپک به دنبالش بیاید و مانجو مای که یک استند چای روی سکو راه اندازی می‌کند به او کمک می‌کند.
دیپاک که دیوانه وار به دنبال گل می‌گردد، گزارشی را با بازرس فرعی شیام منوهر ارسال می‌کند. منوهار حدس می‌زند که جایا ممکن است یک دزد باشد. او را دنبال می‌کند و او را می‌بیند که جواهرات می‌فروشد، از تلفن همراه استفاده می‌کند و بلیط اتوبوس می‌خرد. جایا با خانواده دیپک دوست می‌شود و دانش شگفت‌انگیزی در مورد کشاورزی ارگانیک نشان می‌دهد.
او در شرف فرار از دهکده است اما نسبت به دیپک احساس بدی دارد و از خواهر شوهر با استعداد هنری خود می‌خواهد که برای کمک به جستجو، پرتره ای از فول بکشد. سپس پوسترهایی از پرتره درست می‌کند و آنها را در اطراف پخش می‌کند. در همین حال، گل در غرفه چای کار می‌کند و می‌آموزد که مستقل باشد.
منوهر با تصور اینکه جایا متعلق به یک باند دزد است او را دستگیر می‌کند. با این حال، او و دیپاک متوجه می‌شوند که جایا برخلاف میلش با پرادیپ، مردی بدسرپرست که فقط به جهیزیه علاقه داشت، ازدواج کرده است. او می‌خواست در کشاورزی ارگانیک شغلی را دنبال کند و در دانشگاهی در دهردون پذیرفته شده بود. هنگامی که او به‌طور تصادفی با دیپاک از قطار خارج شد، تصمیم گرفت از این فرصت استفاده کند تا از سرنوشت خود با پرادیپ فرار کند و رویاهای خود را برآورده کند. او جواهرات خود را فروخته بود تا هزینه تحصیل و بلیط دهرادون را بپردازد.
پرادیپ برای جایا به ایستگاه پلیس می‌رسد. او جلوی چشمان پلیس به او حمله می‌کند و تهدید می‌کند که تمام جهیزیه را از مادرش پس می‌گیرد. منوهار بیان می‌کند که اقدامات او جرم محسوب می‌شود و از آنجایی که جایا بالغ است، نمی‌توان او را مجبور کرد با کسی برود. او تهدید می‌کند که پرادیپ را متهم می‌کند مگر اینکه از جایا دور بماند.
با توجه به پوسترهای جایا، گل بالاخره توانست به دیپک بازگردد. جایا که اکنون از پرادیپ آزاد شده است، برای ادامه تحصیل در دهرادون می‌رود.

## بازیگران
- نیتانشی گوئل در نقش فول کوماری
- پراتیبا رانتا در نقش جایا / پوشپا رانی
- اسپارش در نقش دیپاک کومار
- چایا کادام در نقش مانجو مای
- راوی کیشان در نقش بازرس شیام منوهر
- گیتا آگراوال شارما در نقش یاشودا
- ساتندرا سونی در نقش چوتو
- عبیر جین در نقش بابلو
- باسکار جا در نقش پرادیپ
- داود حسین در نقش گونجان
- دورگش کومار در نقش دوبی جی
- پانکاج شارما در نقش پدر دیپاک
- کانوپریا ریشیموم در نقش بلا
- سانجی دوگرا در نقش مورتی
- شاد محمد در نقش حنیف
- راوی کاپادیا در نقش عبدل
- ویوک سوارکار به عنوان استاد ایستگاه
- راچنا گوپتا در نقش پونام
- پرانجال پاتریا در نقش راغو
- شهردار سامارت در نقش بیلاس
- آبهای دوبی در نقش زندانی

## تولید
این دومین کار کارگردانی کارگردان کیران رائو پس از محل رختشویی (۲۰۱۰) است. عامر خان، یکی از تهیه‌کنندگان فیلم، داستان «دو عروس» اثر بیپ لاپ گوسوامی را در یک مسابقه فیلمنامه‌نویسی کشف کرد. این فیلم در لوکیشنی در روستاهای بامولیا و دهمانخدا (دانخدی) در منطقه سهره مادهیا پرادش فیلمبرداری شده است. روستاییان محلی به عنوان شخصیت‌های فرعی انتخاب شدند و فیلم در خانه‌های واقعی آن منطقه فیلمبرداری شد.

## رهایی
«خانم‌های گمشده» در اول مارس ۲۰۲۴ در سینماها اکران شد. فیلم یاش راج حقوق توزیع جهانی (از جمله انگلستان) را برای فیلم به دست آورد.

### رسانه خانگی
دلتنگی معشوقه بانو در نتفلیکس در ۲۶ آوریل ۲۰۲۴ پخش شد.

## پذیرایی
سایبال چاترجی از NDTV به این فیلم امتیاز ۳٫۵/۵ داد و اظهار داشت که کیران رائو «با اثری که نت‌های درست را به تصویر می‌کشد به صندلی کارگردانی بازمی‌گردد. او نام‌های خیمه شب بازی را کنار می‌گذارد.» خانم‌های گمشده… و سه نفر اول را در داستانی پر جنب و جوش از دو عروس که در یک اختلاط وحشتناک گرفتار شده‌اند به کار می‌گیرد.
بالیوود هونگاما به فیلم ۳٫۵ ستاره داد و نوشت: آثار «خانم‌های لااپاتا» به دلیل داستان سرگرم‌کننده، اجراها، پیام اصلی و برخی صحنه‌های به یاد ماندنی خنده دار و احساسی.
کاترین بری از گاردین به فیلم ۳ ستاره از ۵ ستاره داد و اظهار داشت: «اگر می‌توانید با پیش‌فرض‌های لاکچری دست پیدا کنید، داستان کیران رائو در مورد تازه‌ازدواج‌های قاطی شده، کمدی ملایمی از آداب را ایجاد می‌کند.
شوبهرا گوپتا در نقدی برای The Indian Express به این فیلم امتیاز ۳٫۵ از ۵ ستاره داد و نوشت: «فیلم کیران رائو بدون عذرخواهی پیامی است، اما قلب فمینیستی تپنده‌اش بر آن غالب است. گاهی اوقات همه چیز باید با صدای بلند و واضح بیان شود.
ریشیل جوگانی از پینکویلا به این فیلم امتیاز ۴٫۵ داد و معتقد بود که "خانم‌های لااپاتا" "خنده دار، شوخ، دمدمی، سرگرم کننده و قدرتمند است. این فیلم بسیار مهمی است که از قدرت سینما به درستی استفاده می‌کند. راه".
توشار جوشی از هند امروز به ۴٫۵ امتیاز داد و در نقد خود گفت: «خانم‌های گمشده» یک ساعت فوق‌العاده است فقط به این دلیل که به خوبی در کنار هم قرار گرفته است. طول ممکن است کمی مشکل باشد، اما اگر سرمایه‌گذاری کنید به این داستان دو زن گم شده دل ببندید، آنگاه شما را به دردسر می‌اندازد.

### گیشه
در روز اول، فیلم خالص ₹۷۵ لاخ، پس از آن ₹۱٫۴۵ کرور در روز دوم و ₹۱٫۷ کرور در روز سوم، اولین آخر هفته، کسب کرد. مجموع ₹۳٫۷۵ کرور. از ۲ مه ۲۰۲۴، این فیلم در هند ₹۲۲٫۱۳ کرور و ₹۲۳٫۲۹ کرور در سرتاسر جهان فروش داشته است.